# Horger Antal
Horger Antal Albert (írói álnevein: Halász Péter, Horgász Pál, Ne félj Mátyás) (Lugos, 1872. május 28. – Budapest, 1946. április 14.) magyar nyelvész, egyetemi tanár, a Magyar Tudományos Akadémia levelező tagja, a szegedi Ferenc József Tudományegyetem Bölcsészet-, Nyelv- és Történettudományi Karának dékánja 1927–1928-ig.

## Életútja és munkássága

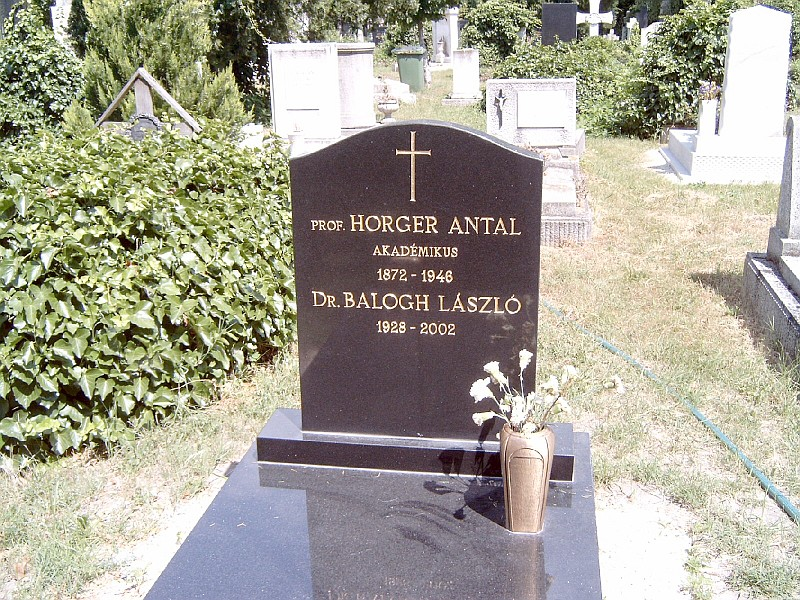
Horger Antal sírja Budapesten. Kerepesi temető: 34-3-22

Horger Antal 1872-ben született az erdélyi Lugos városában, Krassó-Szörény vármegyében, német származású családban. Apja Horger János cipész, 1892-től egyúttal a Lugosi Népbank igazgatósági tagja, anyja Grau Antónia volt. Sorkatonai szolgálatát követően, 1896-tól a Brassói Főreáliskola helyettes, 1898-tól véglegesített tanára. Az 1907-es tanévtől már a budapesti VI. kerületi állami felsőbb leányiskolába helyezték át. Egyetemi tanulmányait a budapesti tudományegyetem bölcsészeti karán végezte, ahol irodalmat és esztétikát hallgatott. Tanári szakdolgozatát Ráskai Lea, a Nyulak-szigeti kódexmásoló domonkos apáca nyelvjárásáról írta, amelynek a Magyar Nyelvőrben való megjelentetésére (1897) Simonyi Zsigmond biztatta.
Az egyetemet követően helyettes tanárként dolgozott a brassói állami reáliskolában. Székely diákjai arra indították, hogy a székely nyelvjárásokkal foglalkozzon, ezért nyári szabadságai alatt, öt éven keresztül a székely falvakat járta (pl. Halmágy). A Magyar Nyelv első számában (1905) jelent meg „A keleti székelység nyelvjárási térképe” című írása. A nyelvjárások iránti érdeklődését tükrözte „Hétfalusi csángó népmesék” című könyve (1908) is, későbbi, „A magyar nyelvjárások" (1934) kötete pedig nyelvjárásleíró dolgozatait összegezte. Az Akadémia szótári bizottságának gyűjtőjeként Bessenyei György, Dugonics András és Erdélyi János nyelvújításával kapcsolatban tárt fel adatokat.
Bölcsészdoktori oklevelét 1909-ben szerezte meg. Brassóban kezdett el történeti hang- és alaktani tanulmányokkal foglalkozni. Gondolkodását alapvetően az újgrammatikus iskola határozta meg. 1910-ben Budapestre helyezték, ahol az Andrássy úti leánygimnáziumban, majd az Erzsébet Nőiskola polgári iskolai tanárképzőjében oktatott, az utóbbinak később igazgatója lett. Ebben az évben jelentette meg „Egy ismeretlen hangtörvény” című értekezését a Magyar Nyelvőrben (amely különlenyomatként is kijött 1911-ben), ez a később róla elnevezett jelenséget, a Horger-törvényt, másnéven kétnyíltszótagos tendenciát tárgyalta a magyar nyelv 13–15. századi változásainak egyikeként.
1914-ben jelent meg hiánypótló általános nyelvészeti témájú könyve, „A nyelvtudomány alapelvei”, amelyet az Akadémia Marczibányi-jutalommal tüntetett ki. A Magyar Tudományos Akadémia 1919-ben választotta levelező tagjai sorába.
Horger 1922-től a Kolozsvárról Szegedre telepített Ferenc József Tudományegyetem bölcsészeti karán a magyar nyelvészeti tanszék professzora, vezetője, majd 1927-28-ban a kar dékánja volt. Nyelvtudományi és néprajzi kurzusokat tartott. Kutatási területe a magyar hangtörténet, a szófejtések és a székely nyelvjárás vizsgálata volt. Ő alkotta meg az első magyar nyelvjárási térképet. Konzervatív, pozitivista tudósként írta meg műveit.
A szélesebb közvélemény előtt Horger Antal elsősorban arról ismert, hogy a szegedi egyetem professzoraként 1925. március 30-án a Szegedi Új Nemzedék napilap előző napi számában megjelent kritika hatására magához hívatta József Attilát, és két hallgatótársa mint tanú jelenlétében közölte vele a bölcsészeti kar álláspontját, miszerint a Szeged című lap március 25-ei, szerdai számában megjelent Tiszta szívvel című verse miatt az egyetemet elvégezheti, de tanári oklevelet nem kaphat, nehogy „ilyen istentelen, hazafiatlan szemléletre oktathassa az ifjúságot”. Ezt a konfliktust örökítette meg a költő a Születésnapomra című versében is.
Horger „Magyar szavak története: közérdekű magyar szófejtések gyűjteménye” c. műve 1924-ben jelent meg. A nyelvtörténet iránti vonzalmát tükrözte 1931-es könyve, „A magyar igeragozás története” is. Nagy szenvedélye volt a leíró és a történeti hangtan: 1929-ben egyetemi oktatásra szánt összefoglalót adott ki „Általános fonetika különös tekintettel a magyar nyelvre”.
A Ferenc József Tudományegyetem, amely 1921-től Szegeden működött, 1941-ben visszatért Kolozsvárra, ahol alapították, Horger azonban nem költözött az egyetemmel, és rá egy évre nyugdíjba vonult. Élete fő művének „Rendszeres magyar hangtörténet” című munkáját tartotta, amelynek kiadását azonban már nem érhette meg.
Horger rendkívül termékeny nyelvész volt: csak a Magyar Nyelvben és a Magyar Nyelvőrben több száz írása jelent meg; egyetemi segédkönyvei jelentős hozzájárulások voltak a nyelvészeti oktatáshoz.

### Magánélete
Még brassói tartózkodása idején vette feleségül az erdélyi örmény családból származó Daibukát (másképpen Dajbukát) Szidóniát (1875–1916), akitől 1916. január 2-án megözvegyült. Házasságuk gyermektelen maradt. 1921-ben Budapesten ismét megnősült, feleségül véve Röck Johannát, Siklóssy Andor özvegyét. Kapcsolatuk hamar kihűlt, mikor pedig elfogadta a szegedi tanári állást, beadta a válókeresetet, mivel felesége nem akart vele költözni Szegedre. A válás körüli civakodásuk egyszer odáig fajult, hogy 1922. november 15-én felesége dulakodás közben rálőtt, két lövéssel eltörve Horger Antal bal karját. Az ügyből per lett, majd nem sokkal később elváltak. Harmadik házasságát 1937-ben, 65 éves korában kötötte a nála 28 évvel fiatalabb Gillming Blankával (1900–1966).

## Munkái
Könyvei
- Ráskai Lea nyelvjárása. Budapest: Traunfellner ny. 1897.
- A halmágyi nyelvjárás-sziget. Budapest: Franklin Nyomda, 1901.
- Erdélyi Lajos – Horger Antal – Szemkő Aladár: Nyelvjárási tanulmányok II. Budapest: Athenaeum. 1904.  = Nyelvészeti Füzetek,  13.
- Hétfalusi csángó népmesék. Gyűjtötte és jegyz. ellátta Horger Antal. Budapest: Athenaeum. 1908.  = Magyar Népköltési Gyűjtemény,  új folyam 10.
- Egy ismeretlen magyar hangtörvény. Budapest: Athenaeum. 1911.  = Nyelvészeti Füzetek,  65.
- A nyelvtudomány alapelvei: Bevezetés a nyelvtudományba. Budapest: Kókai. 1914.
- Magyar szavak története: Közérdekű magyar szófejtések gyűjteménye. Budapest: Kókai. 1924.
- A többes 1. személyű tárgyas igealakok ragja és a magyar igeragozás őstörténete. Szeged: Városi Nyomda, 1926.
- Általános fonetika, különös tekintettel a magyar nyelvre. Budapest: Kókai. 1929.
- A magyar igeragozás története. Szeged: Ferencz József-Tudományegyetem Barátainak Egyesülete. 1931.  = Acta Litterarum ac Scientiarum Regiae Universitatis Francisco-Josephinae – Sectio Phil.-Historica,  2.
- A magyar nyelvjárások. Budapest: Kókai. 1934.
- Magyar szó- és hangtörténeti vizsgálatok. [Budapest]: [Franklin], [1942].

Fontosabb tanulmányai
- A halmágyi nyelvjárás-sziget.  Nyelvtudományi Közlemények,  XXXI. évf.   (1901)   365–423. o.
- A keleti székelység nyelvjárási térképe,  Magyar Nyelv 1: 446–462. 1905.
- A csángó nép és csángó név eredete.  Erdélyi Muzeum,  XXII. évf.  2. sz. (1905)   65–80. o.   , 3. sz. 125–137. o
- A háromszéki nyelvjáráshoz.  Nyelvtudományi Közlemények,  XXXVII. évf.   (1907)   307–323. o.
- Udvarhely vármegye székely nyelvjárásának hangtani sajátságai.  Nyelvtudományi Közlemények,  XXXIX. évf.   (1909)   275–293., 383–417. o.
- A szláv o~ magyar a kérdése.  Nyelvtudományi Közlemények,  XLI. évf.   (1911)   113–144. o.
- Der ungarische Stammwechsel vom Typus madár: madarat, 1935, Ungarische Jahrbücher 15: 433–439.

## Emlékezete
- Nevét őrzi az 574691 Horgerantal kisbolygó.[18]